# Universitat de Rennes 1
La Universitat de Rennes 1 (en francès, Université de Rennes 1) està situada a Rennes, França.

## Organització
Algunes de les facultats de què disposa:
- Lleis
- Medicina
- Ciències
- Negocis i Economia